# Korn-Kreer-Lenssen-Modell
Das Korn-Kreer-Lenssen-Modell (KKL Modell) ist ein diskretes Trinomialmodell, das 1998 von Ralf Korn, Markus Kreer und Mark Lenssen zur Modellierung von illiquideren Aktien- oder Wertpapierkursen eingeführt wurde. Es verallgemeinert das binomiale Cox-Ross-Rubinstein-Modell in natürlicher Weise, indem die Aktie zu einem diskreten Zeitpunkt entweder steigt, fällt oder unverändert bleibt. Das Modell kann damit zur Ermittlung des fairen Wertes von Optionspreisen verwendet werden. Im Gegensatz zum Cox-Ross-Rubinstein-Modell ist der Markt hier ursprünglich noch nicht vollständig und das Duplikationsprinzip benötigt zur dynamischen Replikation der Option neben der Aktie und dem risikofreien Geldmarktkonto ein weiteres mit der Aktie "verwandtes" Wertpapier, z. B. eine Low Exercise Price Option (kurz LEPO) zur Vervollständigung des Marktes. Der mathematische Beweis der Arbitragefreiheit basiert auf Martingal-Darstellungen von Punktprozessen, die in den 1980er und 1990er Jahren von den Mathematikern Albert Nikolajewitsch Schirjajew, Robert Liptser und Marc Yor formuliert wurden.
Die Dynamik des KKL-Modells basiert auf linearen Geburts- und Todesprozessen, für die sich explizite Lösungsformeln angeben lassen. Spätere Arbeiten beschäftigen sich mit der Vervollständigung des Marktes durch Calls oder Puts mit beliebigem Ausübungspreis und mit der Bewertung von exotischen Optionen.